# Ипота
Ипота је насељено место у Босни и Херцеговини у општини Јајце. Административно припада Федерацији Босне и Херцеговине, односно њеном Средњобосанском кантону. Према попису становништва из 2013. у насељу је било 328 становника, а већинску популацију у насељу чинили су Бошњаци.

## Становништво
По последњем службеном попису становништва из 2013. године у насељу Ипота живело је 328 становника, а пре рата село је било етнички хетерогено са мешовитом српско-муслиманском популацијом.
| Националност | 2013. | 1991.        | 1981.        | 1971.        |
| Бошњаци      | —     | 161 (43,28%) | 129 (39,09%) | 106 (34,30%) |
| Хрвати       | —     | 0            | 0            | 0            |
| Срби         | —     | 206 (55,38%) | 201 (60,91%) | 202 (65,37%) |
| Југословени  | —     | 4 (1,07%)    | 0            | 0            |
| остали       | —     | 1 (0,26%)    | 0            | 1 (0,32%)    |
| Укупно       | 328   | 372          | 330          | 309          |